# De Witt (Nebraska)
De Witt – wieś w Stanach Zjednoczonych, w stanie Nebraska, w hrabstwie Saline.